# 元纂 (南平王)
元纂（5世紀—500年），河南郡洛阳县（今河南省洛阳市东）人，魏道武帝拓跋珪玄孙，南平安王拓跋霄之子，北魏宗室、官员。

## 生平
拓跋霄死后，元纂承袭为南平王，也在当时享有盛誉，出任恢武将军，又进号平西将军，兼任西中郎将，外任安北将军、平州刺史。景明元年（500年），元纂在平城去世。

## 家庭

### 王妃
- 长乐冯氏，燕昭文帝冯弘曾孙女，北魏散骑常侍、驸马都尉、使持节、征西大将军、秦雍二州刺史、燕宣王冯朗孙女，使持节、车骑大将军、都督并雍怀洛秦肆北豫七州诸军事、开府、洛州刺史、羽真尚书、都坐大官、侍中太师、扶风郡开国公冯熙长女，孝文幽皇后、孝文废皇后的大姐[3]

### 儿子
- 元伯和，北魏南平哀王